# Sunicho
Le Sunicho (espagnol : Sunicho), ou poney de Bolivie, est une race de poneys naturalisée en Bolivie.

## Histoire
Il est également nommé Bolivian pony en anglais, soit « poney de Bolivie »,. Décrit comme une variété naine de Criollo, il descend probablement de chevaux de type espagnol amenés par des colons européens. L'origine de la race est antérieure à la réforme agraire de 1950 en Bolivie. En 1993, l'Organisation des Nations unies pour l'alimentation et l'agriculture (FAO) recense 
un effectif maximal de 100chevaux appartenant à cette race. En 1995, le Sunicho est signalé comme étant devenu très rare, et en danger critique d'extinction, dans la World Watch List for domestic animal diversity de la FAO.

## Description
CAB International indique une fourchette de taille allant de 1,27 m à 1,32 m, tandis que le guide Delachaux indique 1,20 m à 1,30 m. 
Il présente le type du cheval ibérique, évoquant un Criollo en plus petit.
Toutes les robes sont possibles, mais le bai est le plus fréquent.
Ces chevaux résistants et rustiques sont capables de vivre à très hautes altitudes. Le pelage d'hiver est particulièrement fourni.

## Utilisations
Ces chevaux sont utilisés sous la selle, au bât, et pour la traction légère et le travail du bétail.

## Diffusion de l'élevage
Le Sunicho est classé comme race locale bolivienne. Il est propre aux hauts-plateaux de la Bolivie, les Altiplano. Il est devenu rare en raison de la concurrence de l'âne. L'étude menée par l'Université d'Uppsala, publiée en août 2010 pour la FAO, signale le Sunicho comme race locale d'Amérique du Sud en danger critique d'extinction.